# O Lamm Gottes, unschuldig

O Lamm Gottes, unschuldig BWV 656 (en français « Ô innocent agneau de Dieu ») est un choral de Jean-Sébastien Bach en la majeur pour un clavier et pédalier. Il est composé de trois versets chantés sur un rythme successivement à 3/2, 9/4 et à nouveau 3/2. Ce choral pour la Passion du Christ développe un crescendo rythmique et sonore puisque le pédalier ne rentre, en exposant le thème, qu'au troisième verset, qui présente d'ailleurs le plus d'audaces harmoniques.
Chanté à l'unisson par un chœur d'enfants, le choral plane au-dessus du double chœur d'ouverture de la Passion selon saint Matthieu de Bach. Ce n'est pas la seule apparition de ce choral chez cet auteur.

## Construction en trois versets

### Verset 1

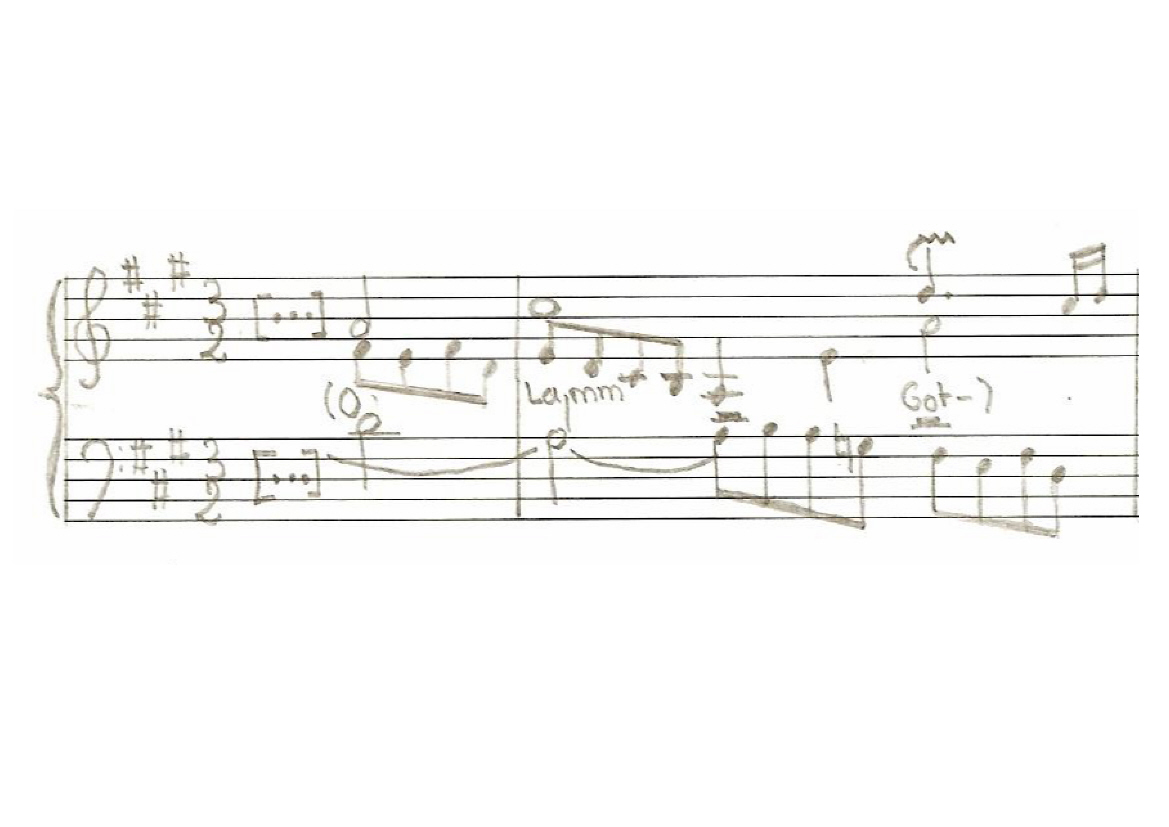
Entrée du choral au soprano dans le premier verset

Le premier verset du choral développe le chant au soprano qui n'entre qu'au milieu de la dixième mesure. La mesure est à 3/2, cette partie est caractérisée par un grand calme harmonique et rythmique (peu d'altérations ou de contretemps), signifiant quelque chose de divin, rappelant la première strophe de l'Agnus Dei catholique romain, qui lui aussi comporte trois strophes. La mélodie haute et détachée pourrait représenter Dieu dans sa grandeur.

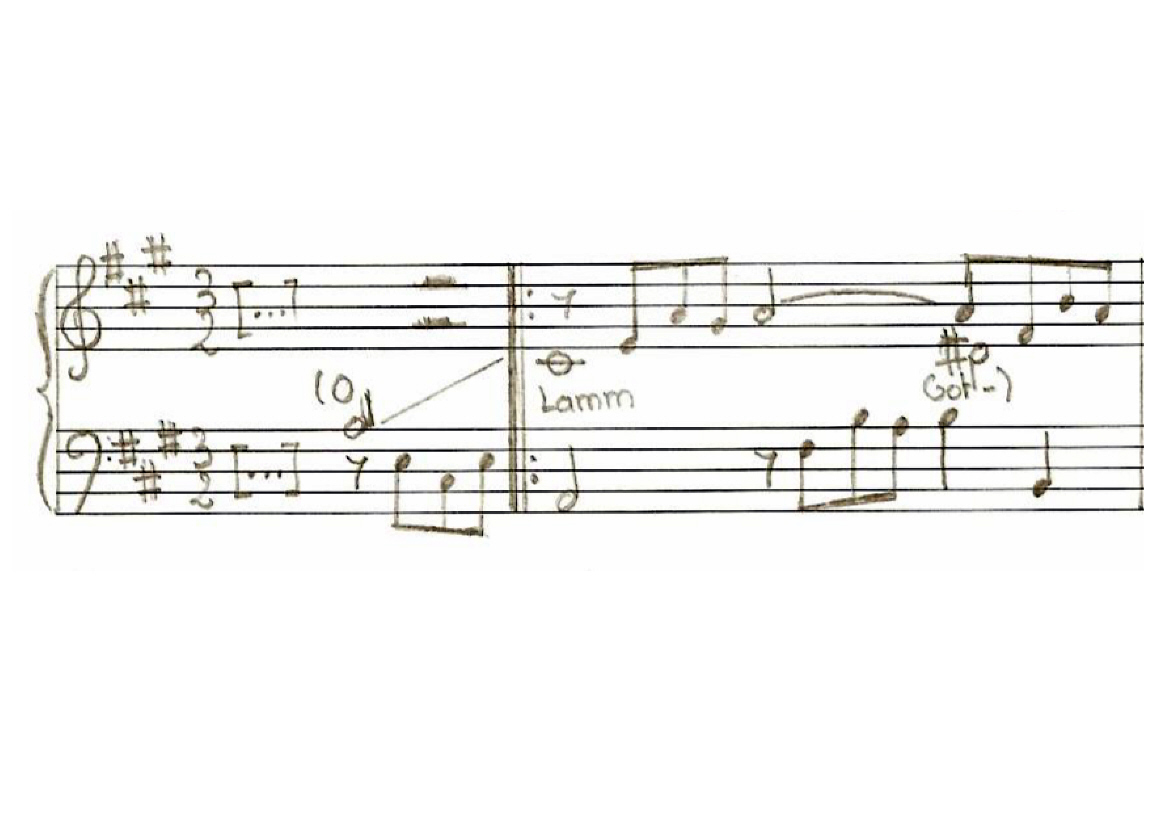
Entrée du choral à l'alto dans le second verset, l'écriture est déjà plus tourmentée

### Verset 2
Le deuxième verset du choral, bien qu'également assez calme harmoniquement, est déjà plus sombre et mouvementé, en effet le chant est exposé à l'alto, signifiant le Christ qui s'est fait homme parmi les hommes, et les contretemps sont plus fréquents.

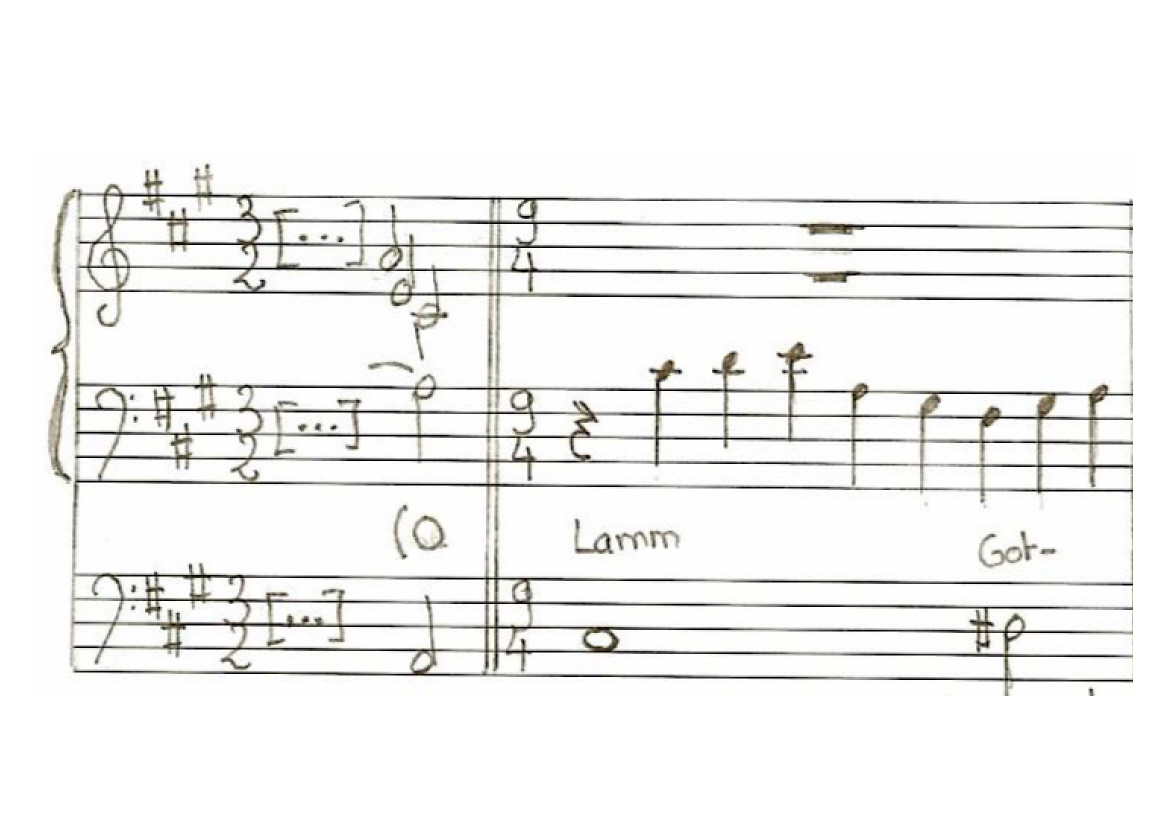
Entrée du choral à la basse dans le troisième verset.

### Verset 3
Le troisième verset débute sur un changement de mesure puisque l'on passe à 9/4, divisant ainsi par deux la valeur de la noire. Le chant est cette fois-ci exposé au pédalier, tandis que les trois voix supérieures développent des harmonies plus complexes et osées.

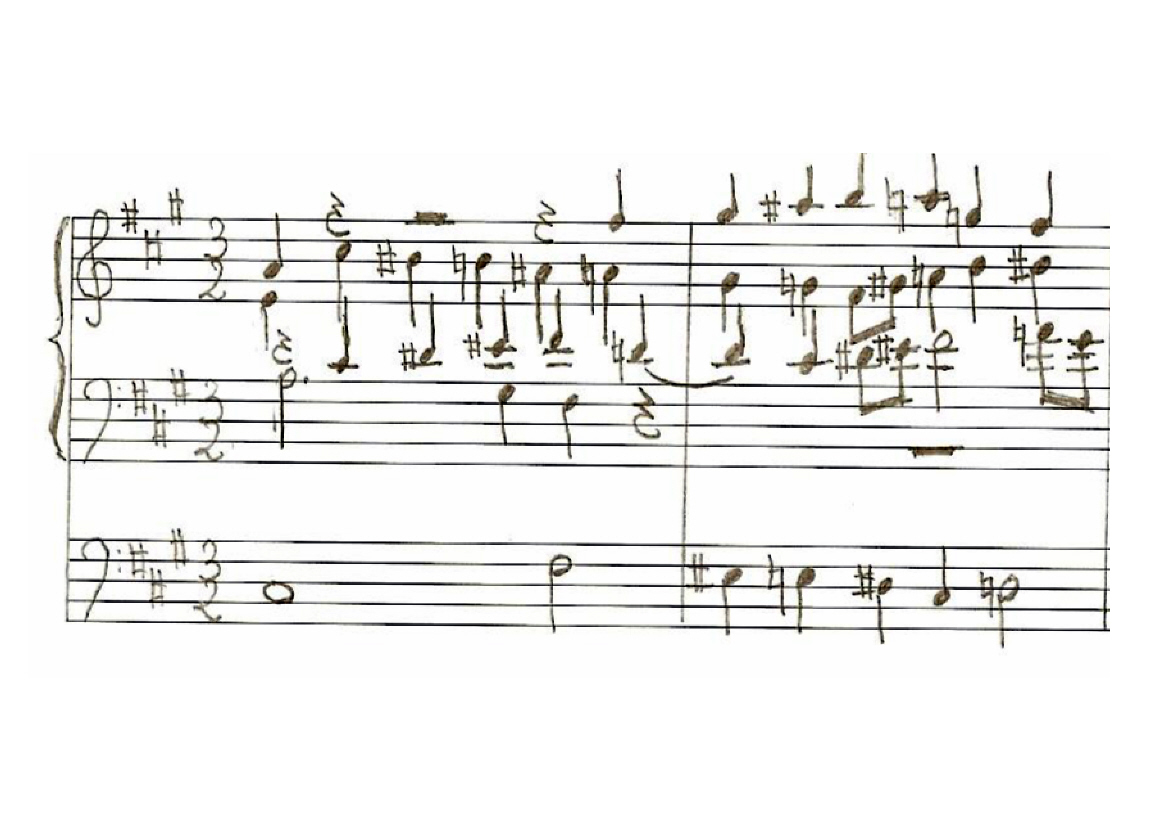
retour à la mesure à 3/2, on peut remarquer les harmonies torturées.

On peut qualifier ce choral de "pascal" puisque le retour à une mesure à 3/2 provoquant une rupture ainsi que les harmonies très torturées des mesures 134 à 139 semblent évoquer la crucifixion; alors que la sérénité revient jusqu'à la fin par des mouvements de croches conjoints qui annoncent le triomphe de la résurrection.

## Autres versions du choral
- Le choral O Lamm Gottes, unschuldig, existe sous la version 656a qui ne présente que des modifications mineures par rapport à la première version (les rythmes du troisième versets sont deux fois plus rapides).
- Le titre O Lamm Gottes, unschuldig est également celui du choral BWV 618.